# Sint-Laurenszeeweg

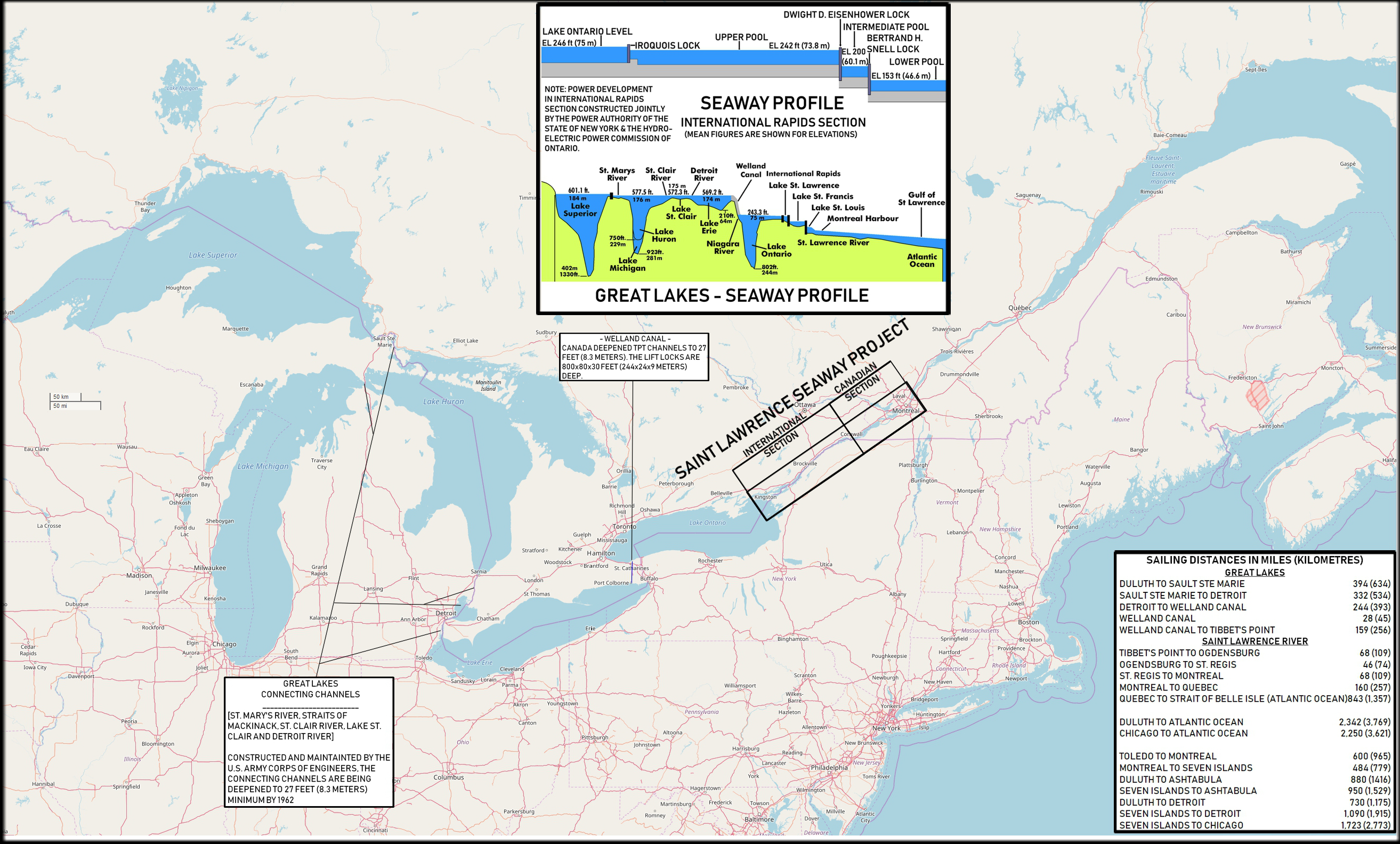
Ligging van de zeeweg op de grens van Canada en de Verenigde Staten (1959)

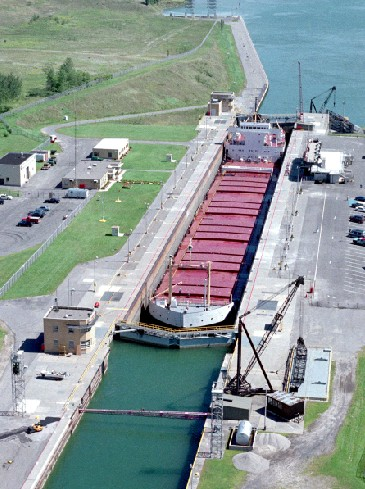
De Eisenhowersluizen in Massena (New York)

De Sint-Laurenszeeweg (Engels: Saint Lawrence Seaway, Frans: Voie maritime du Saint-Laurent) is een kanalenstelsel dat scheepvaart mogelijk maakt tussen de Atlantische Oceaan en de Grote Meren in Noord-Amerika. De zeeweg is genoemd naar de Sint-Laurensrivier en werd in 1959 in gebruik genomen.
De huidige seaway kan schepen tot 225,6 meter lang, 23,8 m breed en 7,9 m diepgang verwerken. De schepen mogen boven de waterlijn niet hoger zijn dan 35,5 meter. Deze schepen staan ook bekend als Seawaymax.
De totale route telt negentien sluizen. Er zijn zeven sluizen tussen Montreal en het Ontariomeer. In het Wellandkanaal, dat de verbinding maakt met het Eriemeer en onderdeel uitmaakt van de seaway, nog eens acht. Schepen dalen daarmee van 75 meter naar 6 meter boven zeeniveau.
Dankzij de zeeroute kunnen schepen uit Duluth, Thunder Bay, Chicago, Cleveland en Buffalo de oceaan bereiken. De afstand van Duluth, de meest westelijke bestemming, naar Montreal is 1344 zeemijl. Bij een snelheid van 10,4 knopen en inclusief de tijd nodig voor het schutten duurt een trip 129 uur ofwel ruim vijf dagen.